# 岡山市立藤田中学校
岡山市立藤田中学校（おかやましりつ ふじたちゅうがっこう）は、岡山県岡山市南区藤田にある公立中学校。

## 校訓
- 自主自立

## 部活動
- 野球部
- ソフトテニス部
- バドミントン部
- バスケットボール部
- 陸上部
- バレーボール部
- 卓球部
- 吹奏楽部
- 美術部

## 通学区域が隣接している学校
- 岡山市立芳泉中学校
- 岡山市立芳田中学校
- 岡山市立福田中学校
- 岡山市立興除中学校
- 岡山市立灘崎中学校